# 元八王子村
元八王子村（もとはちおうじむら）は東京都の南西部、南多摩郡に属していた村。

## 地理
- 八王子市の西北に当たり、耕地を距てて市街に接す[2]。
- 河川：南浅川、北浅川、城山川

## 歴史
- 元八王子村は、往古に神宮寺村と云う[2]。
- 1889年（明治22年）4月1日 町村制施行により、神奈川県南多摩郡大楽寺村、上壱分方村、下壱分方村、横川村、弐分方村、川村、元八王子村が合併し元八王子村が成立する。
- 1893年（明治26年）4月1日 南多摩郡が北多摩郡、西多摩郡とともに東京府へ編入する。
- 1943年（昭和18年）7月1日 東京都制施行。
- 1955年（昭和30年）4月1日 横山村、恩方村、川口村、加住村、由井村とともに八王子市へ編入する。

## 村政
村長、助役、村会議員は以下の通りである。

### 村長
- 石森光国[2]
- 虎見久平[2]
- 加藤正義[2]
- 青木松兵衛[2][3]
- 関義發[2]
- 宮崎豊吉[2]
- 山下喜三郎[2]
- 武藤勘次郎[2]
- 内田千代吉[2]
- 小島太之助[2]
- 橋本守重[1][2]

### 助役
- 並木仙吉[3]

### 村会議員
- 加藤正茂[3]
- 水島茂市[3]
- 山下留之助[3]
- 宮崎豊吉[3]
- 守屋慶之[3]

## 経済

### 産業
農業
産物は、米、麦、繭、織物。1927年度生産米は水陸稲併せて1489石、価格43872円。養蚕収繭高は8934貫、価格50982円。『大日本篤農家名鑑』によれば、元八王子村の篤農家は守屋、山下、宮崎、小林、後藤姓の人物がいた。
商工業
商工業者は下壱分方の生糸商の市川、皮革業の山上、履物商の山口、絹織物製造の青木、村田、山下、醤油醸造、質屋業の山下、元八王子の絹撚糸製造の飯田 、絹織物製造の小島、染谷、宮崎、守屋など。

## 人口
1930年に刊行された『市町村治績録 改訂第2版』や1931年に刊行された『自治団体之沿革 東京府之部』によると、戸数868、人口4871。

## 施設
- 尋常高等小学校[1]
- 実業補習学校[1][2]
- 宗関寺（曹洞宗） - 字中宿にある[2]。
- 八幡神社[2]

## 名所・旧跡
- 八王子城址[1][2]

## 出身人物
- 山上吉五郎（製革業、皮革商）
- 山口重兵衛（自由民権家、神奈川県会議員、草履製造）